# Ecografie abdominală

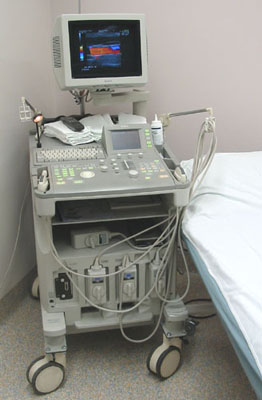
Ecograf care se poate utiliza pentru ecografie abdominală.

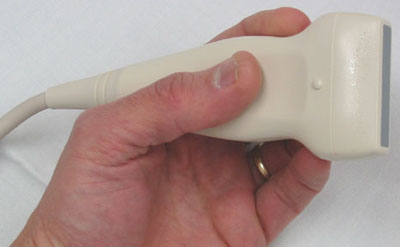
Sondă, care se așează pe peretele abdominal.

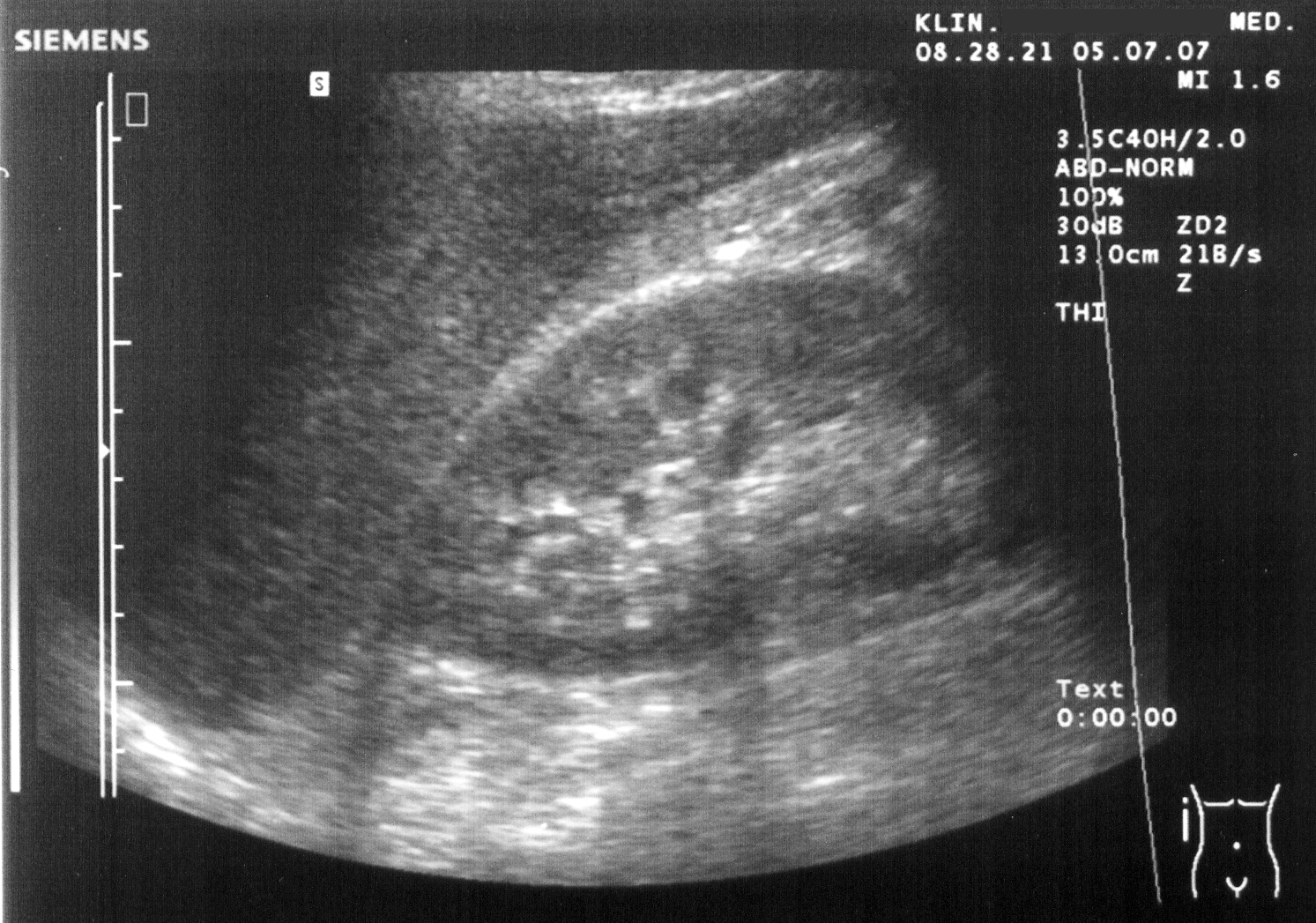
Imaginea ecografică a rinichiului.

Ecografia abdominală sau ultrasonografia abdominală este o metodă de examinare imagistică a organelor abdominale cu ultrasunete. Ea se realizează cu ajutorul aparatului numit ecograf. Este o tehnică neinvazivă și rapidă, considerată o explorare de rutină. Spre deosebire de alte metode de examinare imagistică, ecografia nu utilizează radiații (CT, PET-CT, radiografie, scintigrafie) sau câmpuri magnetice (RMN).
Deoarece este neinvazivă și nedăunătoare (lipsa radiațiilor), ecografia abdominală se utilizează aproape întotdeauna ca primă investigație de explorare a simptomelor și modificărilor specifice organelor etajului abdominal, precum și în cazul traumelor abdominale minore.
Aparatul funcționează pe principiul radarului. Sonda care se aplică pe corpul pacientului trimite ultrasunete către organul analizat, iar apoi receptează o parte din semnalul reflectat. Semnalul care se întoarce este analizat și transformat în imaginea vizibilă pe monitor în culorile albă și neagră.
Prezența de gaze în tractul digestiv îngreunează sau chiar împiedică efectuarea investigației, de aceea se recomandă cu o zi înainte să nu se consume alimente care balonează, iar în unele cazuri și administrarea unor medicamente care absorb gazele.

## Utilizare
Ecografia abdominală se poate folosi pentru investigarea mai multor organe interne, ca de exemplu: rinichi,  ficat, vezică biliară, pancreas, splina și aorta abdominală. 